# Pampiconus ovallenus
Pampiconus ovallenus är en mångfotingart som beskrevs av Chamberlin 1957. Pampiconus ovallenus ingår i släktet Pampiconus och familjen Siphonotidae. Inga underarter finns listade i Catalogue of Life.